# Ormai è fatta!
Ormai è fatta! è un film del 1999 diretto da Enzo Monteleone tratto dall'omonimo libro-cronaca di Horst Fantazzini pubblicato da Bertani Editore nel 1976.

## Trama
Il film narra il tentativo di evasione dal carcere di Fossano dell'anarchico Horst Fantazzini nel 1973, con il sequestro di due agenti di custodia, conclusosi con una sparatoria in cui i tiratori scelti lo ferirono in più parti del corpo, impedendone la fuga.

## Produzione
Ambientato nel carcere di Fossano, il film è stato in realtà girato nella Castiglia (carcere di Saluzzo fino al 1992).